# Cryptochetidae
Cryptochetidae är en familj av tvåvingar. Cryptochetidae ingår i ordningen tvåvingar, klassen egentliga insekter, fylumet leddjur och riket djur. Enligt Catalogue of Life omfattar familjen Cryptochetidae 33 arter. 
Kladogram enligt Catalogue of Life:
| Cryptochetidae | \| \| Cryptochetum \| \| \| \| \| \| Librella \| \| \| \| |
|                | \| \| Cryptochetum \| \| \| \| \| \| Librella \| \| \| \| |
|                | Cryptochetum                                              |
|                |                                                           |
|                | Librella                                                  |
|                |                                                           |

## Bildgalleri